# Чхонма-2
Cheonma-2 (також M2020 — неофіційна назва надана за роком появи) — північнокорейський основний бойовий танк. Вперше представлений у жовтні 2020 року на військовому параді, присвяченому 75-річчю Трудової партії Кореї. З цього моменту M2020 зайняв місце Сонгун-915, який раніше представлявся на параді основною бойовою одиницею бронетанкових військ КНДР.

## Історія
Вперше ці танки з'явились на рідкісному нічному параді 10 жовтня 2020 року, присвяченому 75-річчю Трудової партії Кореї. Дев'ять таких танків пройшли парадом разом з іншими новими зразками озброєння, як ракети Хвасон-17. M2020 було представлено як прототипи. 
В березні 2024 року танки показали детально під час військових навчань разом із Чхонма-216 та іншою технікою.

## Опис
Візуально танк нагадує дещо середнє між російською «Арматою» та американським Abrams.
Дослідник Андрій Тарасенко припускає, що танк має класичне компонування з чотирма членами екіпажу: механік-водій, командир, навідник і заряджальник. При цьому танк, імовірно, має боєкомплект першої черги, розташований у баштовій ніші за вишибними панелями, подібно до Abrams.
Танк оснащений 125-мм гладкоствольною гарматою, 30-мм автоматичним гранатометом та двома пусковими установками для ПТКР.
Баштова ніша та моторно-трансмісійне відділення покриті протикумулятивними решітками, також танк має динамічний захист. Активний захист нагадує китайський GL, він має два датчики лазерного опромінення та чотири РЛС. Для ураження боєприпасів комплекс має 12 контрбоєприпасів, які забезпечують кругову оборону.